# Arimacris trinitatis
Arimacris trinitatis är en insektsart som först beskrevs av Bruner, L. 1906.  Arimacris trinitatis ingår i släktet Arimacris och familjen gräshoppor. Inga underarter finns listade i Catalogue of Life.